# Сичанська сільська рада
| Сичанська сільська рада — колишній орган місцевого самоврядування у Марківському районі Луганської області з адміністративним центром у с. Сичанське. Сільській раді підпорядковані населені пункти: - с. Сичанське - с. Бондарне - с. Виноградне - с. Городище - с. Караван-Солодкий - с. Крейдяне - с. Лобасове |

## Склад ради
Рада складається з 16 депутатів та голови.

### Керівний склад ради
| ПІБ                       | Основні відомості                                                         | Дата обрання | Дата звільнення |
| ------------------------- | ------------------------------------------------------------------------- | ------------ | --------------- |
| Криуленко Віктор Павлович | Сільський голова, 1955 року народження, освіта, член Партії регіонів      | 26.03.2006   | 31.10.2010      |
| Криуленко Віктор Павлович | Сільський голова, 1955 року народження, освіта вища, член Партії регіонів | 31.10.2010   |                 |

Примітка: таблиця складена за даними джерела